# انوک کواتنگ
انوک کواتنگ (انگلیسی: Enock Kwateng؛ زادهٔ ۹ آوریل ۱۹۹۷) بازیکن فوتبال اهل غنا است.
از باشگاه‌هایی که در آن بازی کرده‌است می‌توان به باشگاه فوتبال نانت اشاره کرد.
وی همچنین در تیم‌های ملی فوتبال France national under-16 football team، زیر ۱۷ سال فرانسه، زیر ۱۸ سال فرانسه، زیر ۱۹ سال فرانسه، و زیر ۲۰ سال فرانسه بازی کرده‌است.